# Voyage autour du monde
Voyage autour du monde est le journal de voyage de Louis Antoine de Bougainville lors de son expédition autour du monde de 1766 à 1769. Louis Antoine de Bougainville était officier de marine, navigateur et explorateur français. Sous l’influence de Louis XV et de son premier ministre Étienne de Choiseul il devint pourtant le premier navigateur français à entreprendre un tour du monde.  
Louis Antoine de Bougainville souhaite découvrir des contrées jusque-là ignorées et établir des recherches scientifiques. Il quitte le port de Brest en 1766 à bord d’une frégate nommée la Boudeuse ; il est rejoint  en Amérique du Sud par un navire de charge, la flûte l'Étoile. Parmi les savants embarqués se trouvent le botaniste Philibert Commerson,, le cartographe Charles Routier de Romainville, et l'astronome Pierre Antoine Véron. L'aventurier Karl-Heinrich Otto de Nassau fait également partie du voyage. Le bateau traverse l’Atlantique. Le navire fait escale au Brésil à Rio de Janeiro où il doit régler quelques accords diplomatiques afin de continuer l’exploration. Il est rejoint par une flûte nommée l’Étoile, le « garde-manger » du voyage. Bougainville emprunte le détroit de Magellan et fait escale à Tahiti où il rencontre les insulaires. Le navigateur vogue d’île en île. C’est après deux escales en Nouvelle-Guinée puis sur l’île Maurice qu’il franchit le cap Bonne Espérance, contourne l’Afrique et revient, non sans peines, à Saint-Malo en 1769.

## Extraits
« Le 19 à midi j’observai vingt-huit degrés deux minutes de latitude boréale ; et en la faisant cadrer avec le relèvement de l’île de Fer, pris à cette même heure, je trouvais une différence de quatre degrés sept minutes, valant par le parallèle de vingt-huit degrés deux minutes environs soixante et douze lieues dont j’étais plus est que mon estime. »
« La polygamie paraît générale chez eux, du moins parmi les principaux. Comme leur seule passion est l'amour, le grand nombre des femmes est le seul luxe des riches. Les enfants partagent également les soins du père et de la mère. Ce n'est pas l'usage à Tahiti que les hommes, uniquement occupés de la pêche et de la guerre, laissent au sexe le plus faible les travaux pénibles du ménage et de la culture. Ici une douce oisiveté est le partage des femmes, et le soin de plaire leur plus sérieuse occupation [...] Je ne saurais assurer si le mariage est un engagement civil ou consacré par la religion, s'il est indissoluble ou sujet au divorce. Quoi qu'il en soit, les femmes doivent à leurs maris une soumission entière : elles laveraient dans leur sang une infidélité commise sans l'aveu de l'époux. Son consentement, il est vrai, n'est pas difficile à obtenir, et la jalousie est ici un sentiment si étranger que le mari est ordinairement le premier à presser sa femme de se livrer. Une fille n'éprouve à cet égard aucune gêne ; tout l'invite à suivre le penchant de son cœur ou la loi de ses sens, et les applaudissements publics honorent sa défaite. Il ne semble pas que le grand nombre d'amants passagers qu'elle peut avoir eu l'empêche de trouver ensuite un mari. Pourquoi donc résisterait-elle à l'influence du climat, à la séduction de l'exemple ? L'air qu'on respire, les chants, la danse presque toujours accompagnée de postures lascives, tout rappelle à chaque instant les douceurs de l'amour, tout crie de s'y livrer. »

## Analyse
L'auteur décrit dans son journal de voyage les conditions de vie à bord des bateaux, les maladies qui hantent les navigateurs, les conditions du commerce (échanges) entre les marins et les insulaires. Il livre une description détaillée de la colonie espagnole qui deviendra l'Argentine, des populations et des paysages de la Patagonie, de Tahiti, ainsi que des possessions hollandaises en Asie du Sud-Est (la future Indonésie).
Écrit par un homme qui se disait des Lumières, ce récit de voyage frappa les contemporains par son portrait d'une société tahitienne guidée par la quête du plaisir, où l'homme apparaissait délivré de la tyrannie du travail.
Dans son Supplément au Voyage de Bougainville, Denis Diderot s'appuie sur le récit de Bougainville pour entamer une réflexion sur la morale.

## Éditions
- Louis-Antoine de Bougainville, Voyage autour du monde par la frégate du roi la Boudeuse et la flûte l'Étoile en 1766, 1767, 1768 et 1769, Paris, Saillant & Nyon, 1771 (lire en ligne sur Gallica).
- M. Bideau et S. Faessel (éd.), Louis-Antoine de Bougainville, Voyage autour du monde, Presses de L'Université de Paris-Sorbonne, 2001